# Triathlon na Letnich Igrzyskach Olimpijskich 2024
Triathlon – jedna z dyscyplin rozgrywanych na Letnich Igrzyskach Olimpijskich 2024.

## Format
Triathlon olimpijski składa się z pływania na dystansie 1,5 km, 40 km jazdy na rowerze oraz 10 km biegu. W zawodach sztafet mieszanych biorą udział czteroosobowe drużyny (dwóch mężczyzn i dwie kobiety). Każdy zawodnik przepływa 300 m, pokonuje 8 km rowerem i przebiega 2 km.

## Medaliści
| Konkurencja       | Złoto                                                       | Rezultat | Srebro                                                               | Rezultat | Brąz                                                                       | Rezultat |
| kobiety           | Cassandre Beaugrand                                         | 1:54,55  | Julie Derron                                                         | 1:55,01  | Beth Potter                                                                | 1:55,10  |
| mężczyźni         | Alex Yee                                                    | 1:43,33  | Hayden Wilde                                                         | 1:43,39  | Léo Bergère                                                                | 1:43,43  |
| sztafeta mieszana | Niemcy Laura Lindemann Lasse Lührs Lisa Tertsch Tim Hellwig | 1:25,39  | Stany Zjednoczone Piers Morgan Seth Rider Taylor Spivey Taylor Knibb | 1:25,40  | Wielka Brytania Alex Yee Georgia Taylor-Brown Samuel Dickinson Beth Potter | 1:25,40  |

## Tabela medalowa
| Miejsce | Państwo           | Złoto | Srebro | Brąz | Razem |
| 1       | Wielka Brytania   | 1     | 0      | 2    | 3     |
| 2       | Francja           | 1     | 0      | 1    | 2     |
| 3       | Niemcy            | 1     | 0      | 0    | 1     |
| 4       | Nowa Zelandia     | 0     | 1      | 0    | 1     |
| 4       | Szwajcaria        | 0     | 1      | 0    | 1     |
| 4       | Stany Zjednoczone | 0     | 1      | 0    | 1     |
| ------- | ----------------- | ----- | ------ | ---- | ----- |